# Caza

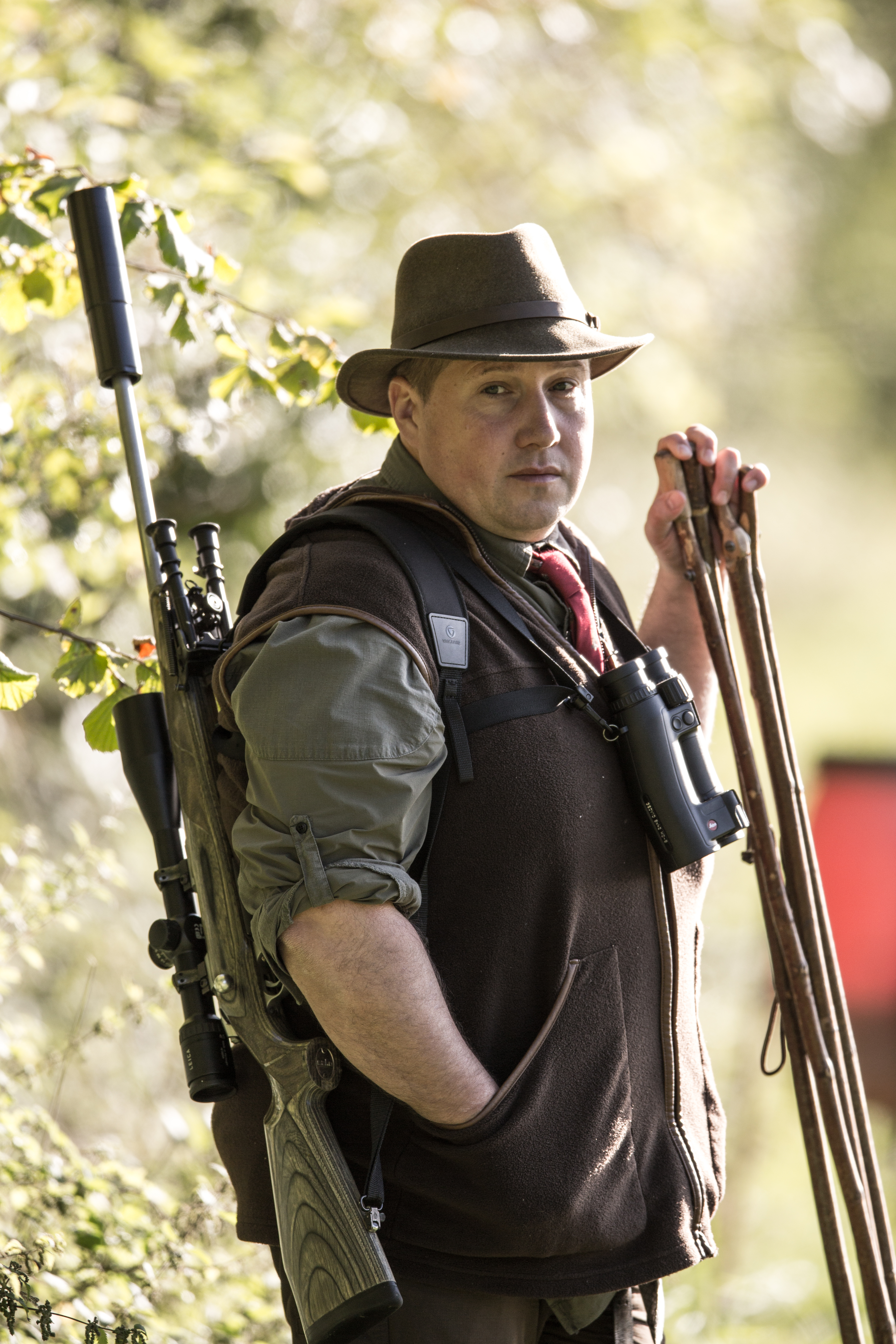
Cazador con rifle, en Inglaterra.

La caza o cacería (también, actividad cinegética) es la actividad o acción en la que se captura o abate un animal en estado salvaje o silvestre, tras su pisteo y persecución. Según el filósofo español José Ortega y Gasset, «la caza es todo lo que se hace antes y después de la muerte del animal. La muerte es imprescindible para que exista la cacería». Las especies cazadas recreativamente se conocen generalmente como animales de caza y suelen ser mamíferos y aves. Una persona que participa en una cacería es un cazador; un espacio natural destinado a la caza se denomina coto de caza; un cazador experimentado que ayuda a organizar una cacería y/o administrar la reserva de caza se conoce como guardabosque. El tiempo durante el cual está prohibido cazar o pescar en un determinado lugar o una determinada especie se le denomina veda.

## Historia

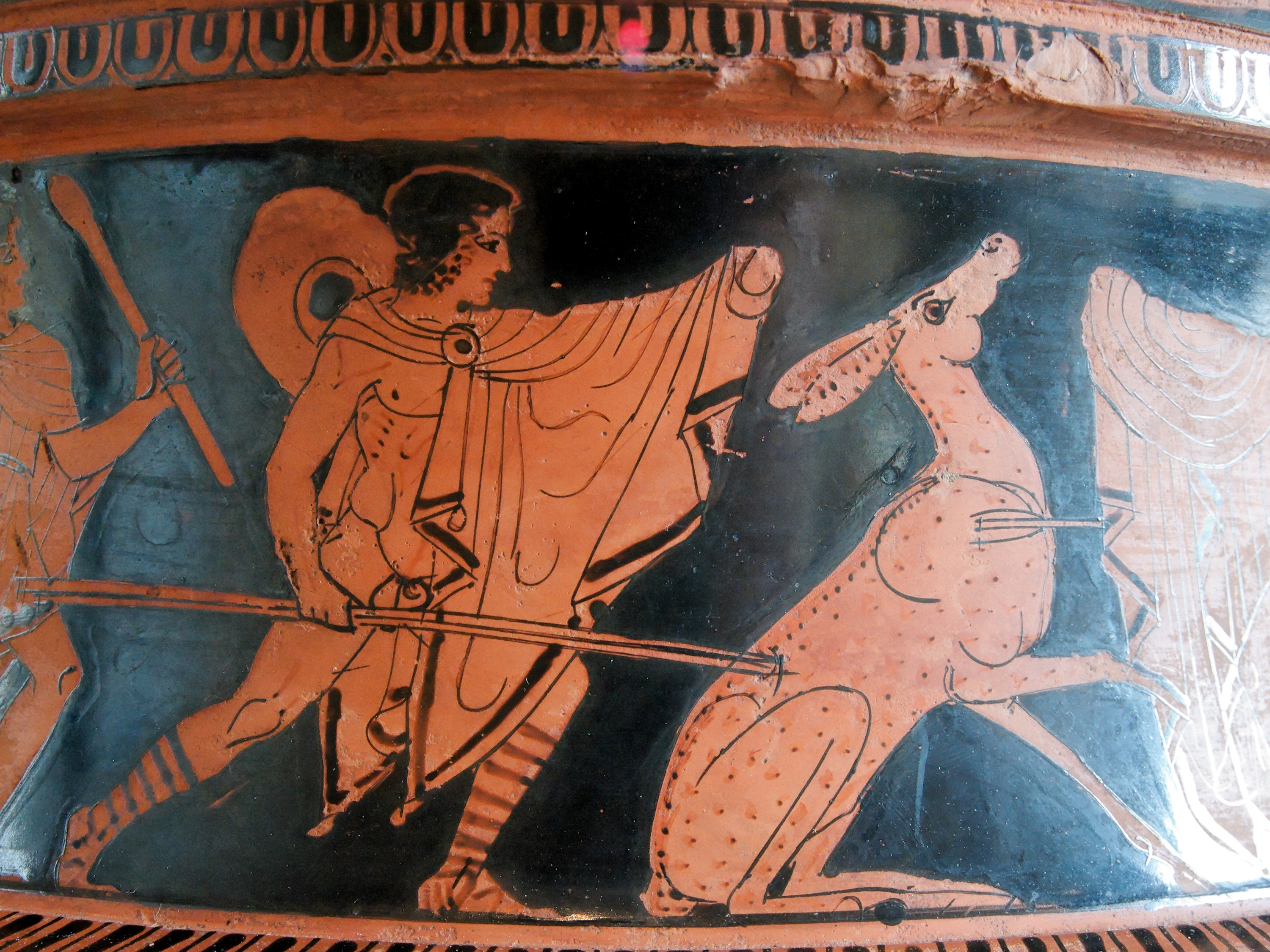
Caza en la Antigua Grecia.

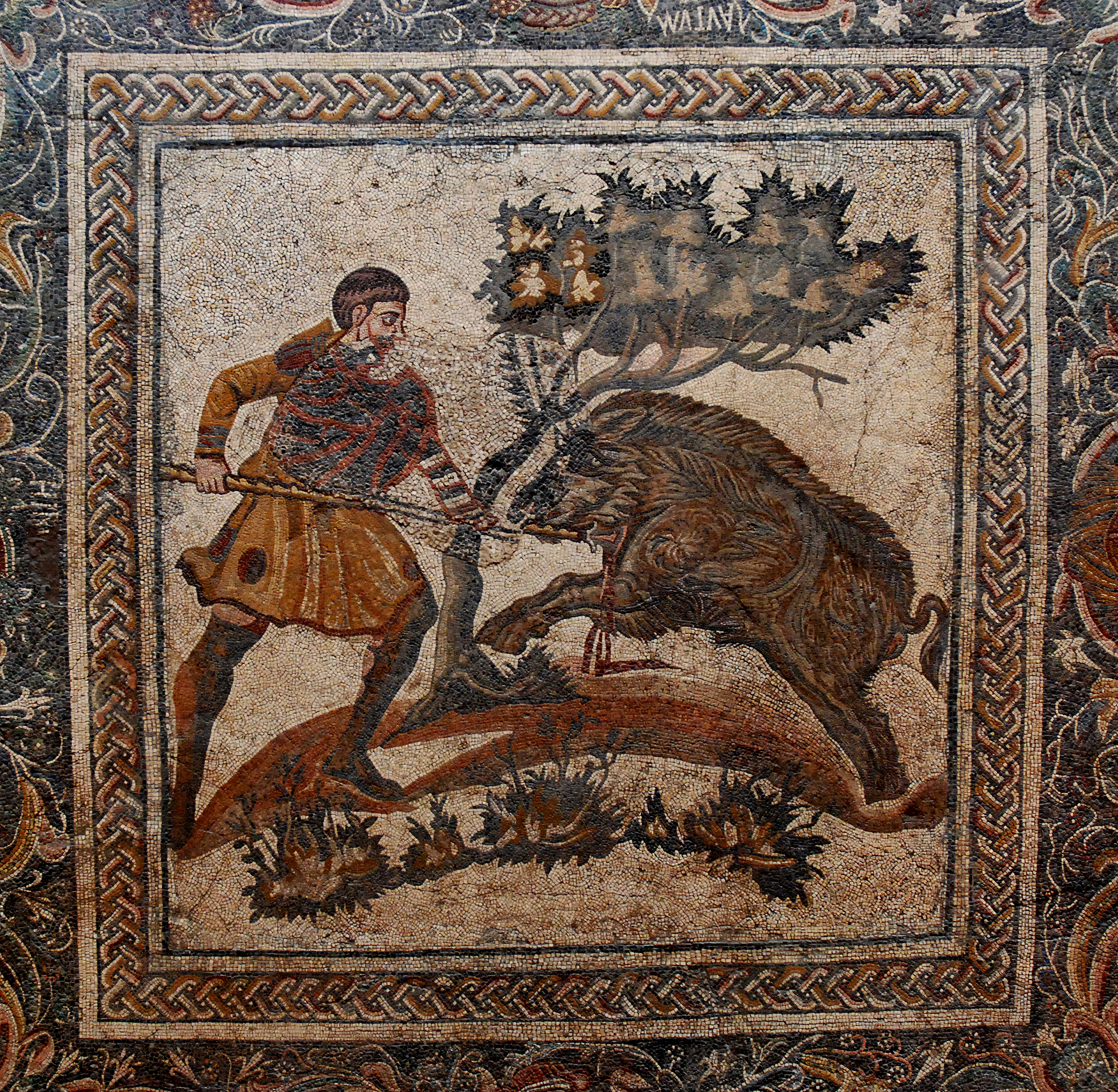
Caza del jabalí en un mosaico romano.

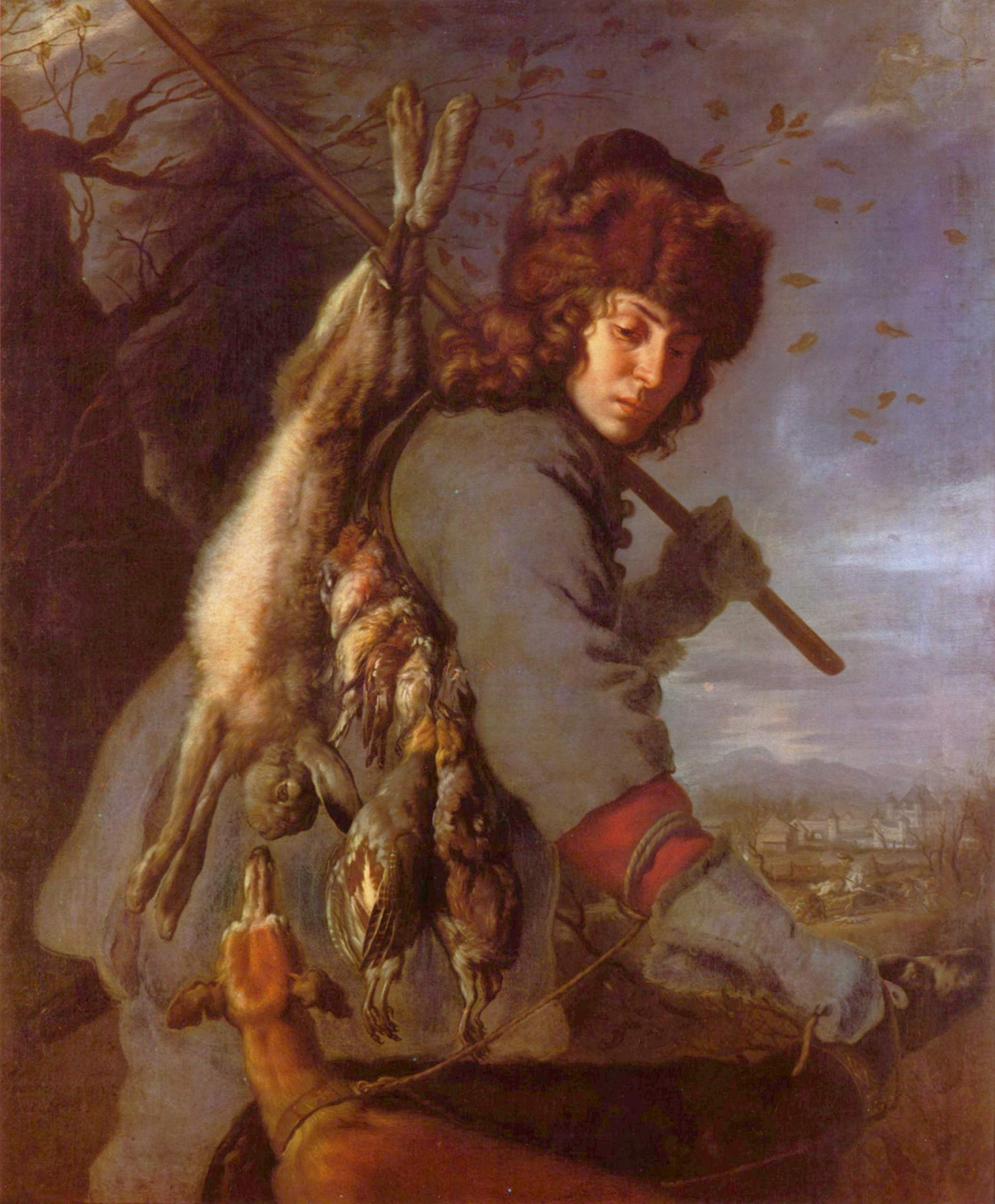
Cuadro representando al cazador con su presa, pintado por Joachim von Sandrart.

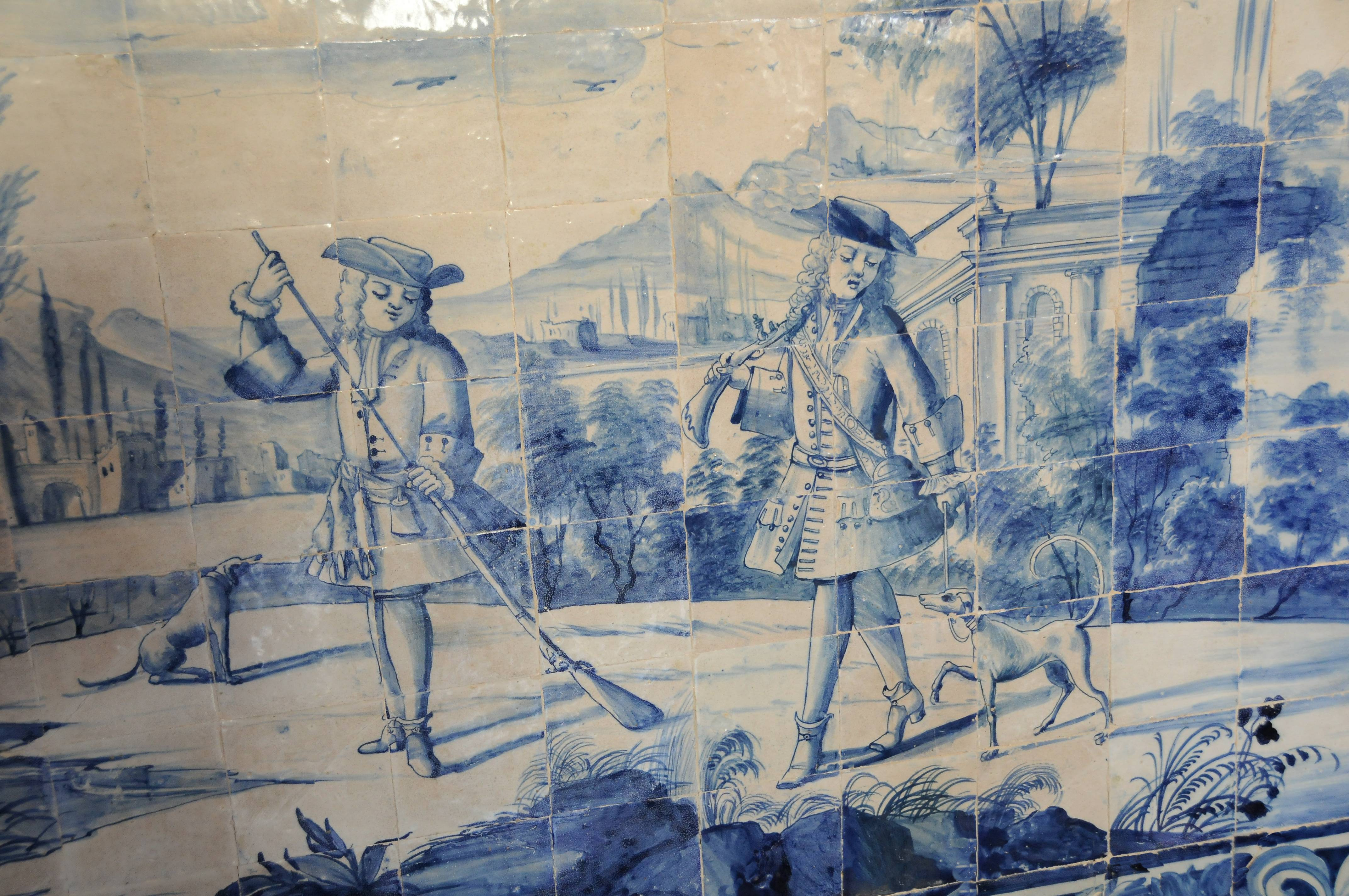
Azulejos representando la caza.

La especie humana ha practicado la caza desde la prehistoria, era la primera y principal ocupación de los hombres. Se considera que los primeros grupos humanos utilizaron un sistema de caza, pesca y recolección el cual fue muy eficiente para garantizar el poblamiento del planeta. Y aún hoy sigue siendo parte de la forma de sustento de muchos grupos humanos.
El humano comenzó a cazar para subsistir, y así sigue siendo actualmente en muchas partes del mundo. La caza de subsistencia es aquella actividad que se realiza con la finalidad de obtener proteína animal o subproductos de caza para satisfacer las necesidades propias de los grupos humanos ligados a zonas rurales donde la disponibilidad de especies cinegéticas es alta.
El ejercicio de la caza se refleja en textos religiosos y mitológicos. Por ejemplo, la Biblia dice que Nemrod nieto de Noé era cazador. Ismael, hijo de Abraham y de Agar, se distinguió en este ejercicio. Esaú vendió su herencia a Jacob por un plato de lentejas al llegar hambriento de la caza. David fue cazador, etc.
La mitología griega representa a Artemisa como la divinidad de los cazadores. Quirón, que cuidó de la instrucción de la mayor parte de los héroes de la antigüedad, fue instruido por Artemisa en el arte de la montería. La misma atribuye a Pólux la gloria de haber enseñado o adiestrado los perros en la caza; y Cástor introdujo los caballos en la caza de los ciervos.
En Babilonia y Media tenían también una afición particular a la caza y los últimos habían construido grandes parques, en los que tenían encerrados leones, jabalíes, leopardos y ciervos. En la Grecia de los tiempos heroicos eran apasionados también por la caza. Platón llamaba a la caza «ejercicio divino» y la escuela de las virtudes militares. Leemos en Homero que Ulises fue herido en el muslo por un jabalí cuya señal le duró toda la vida. Tenían una cierta vanagloria en poseer perros bien enseñados a los que les daban nombres diferentes, distinguiéndolos según el país de donde provenían. Tampoco les era desconocida la caza de pájaros con el halcón y gavilán.
En Roma solo los esclavos y la gente de baja extracción eran los que iban a la caza, a pesar de que consideraron esta ocupación como un ejercicio honesto. Paulo Emilio regaló a Escipión un equipaje de caza semejante a los de los reyes de Macedonia; y el joven héroe después de la derrota de Perseo cazó en el reino de este príncipe durante todo el tiempo que sus tropas permanecieron en el. Pompeyo, vencedor en las regiones africanas, se entregó entre estos pueblos a los placeres de la caza.
En Roma se iba a cazar en los bosques, en los campos, etc. y en los últimos tiempos de la república, en los sotos o parques en donde tenían encerrados animales de toda especie. La caza con perros les pareció siempre la más noble; a pesar de que esto no impedía, como dice Plinio, que cazasen también con el halcón o el gavilán.
Los francos después de la conquista de las Galias, encargaron a los locales el cultivo de las tierras y se reservaron para sí la caza, que pasó a ser entre ellos un ejercicio noble.
La caza era antiguamente permitida a todo el mundo. Los romanos no habían formado todavía de ella un punto de jurisprudencia. La ley Sálica contenía ya algunos reglamentos relativos a la caza, pero no coartaba en nada el derecho natural de esta. Poco a poco se fueron introduciendo leyes y formando reglamentos para el ejercicio de ella, no permitiendo en ciertos países el dedicarse a cazar sino a la clase distinguida de la sociedad.
En los primeros siglos del cristianismo, el celo de los fieles no les permitía ir a cazar durante la Cuaresma y días de ayuno, aunque se guardase este, destinando el tiempo para ejercicios de penitencia.

El instinto de caza tiene origen remoto en la evolución de la raza. El instinto cazador y el de lucha se combinan en muchas manifestaciones. [...] Puesto que el afán sanguinario de los seres humanos es una parte primitiva de nosotros, resulta muy difícil erradicarlo, sobre todo cuando se promete como parte de la diversión una pelea o una cacería.
William James (psicólogo), 1890

## Modalidades de caza mayor
Las especies cinegéticas aplicables al término de «caza mayor» difieren de la legislación de un país a otro. Por ejemplo, en España se considera caza mayor a las especies que en estado adulto son más grandes que un zorro (sin incluirlo): jabalí, ciervo, corzo, cabra montés, rebeco, lobo (al norte del río Duero), gamo, muflón y arruí.
Aunque en caza menor también es necesario tener en cuenta las características meteorológicas (viento, lluvia, fases lunares, temperatura, etc.) es en la mayor donde hay que tenerla más en cuenta, ya que estas características condicionan los movimientos de los animales, o delatan la presencia del cazador.

### Montería

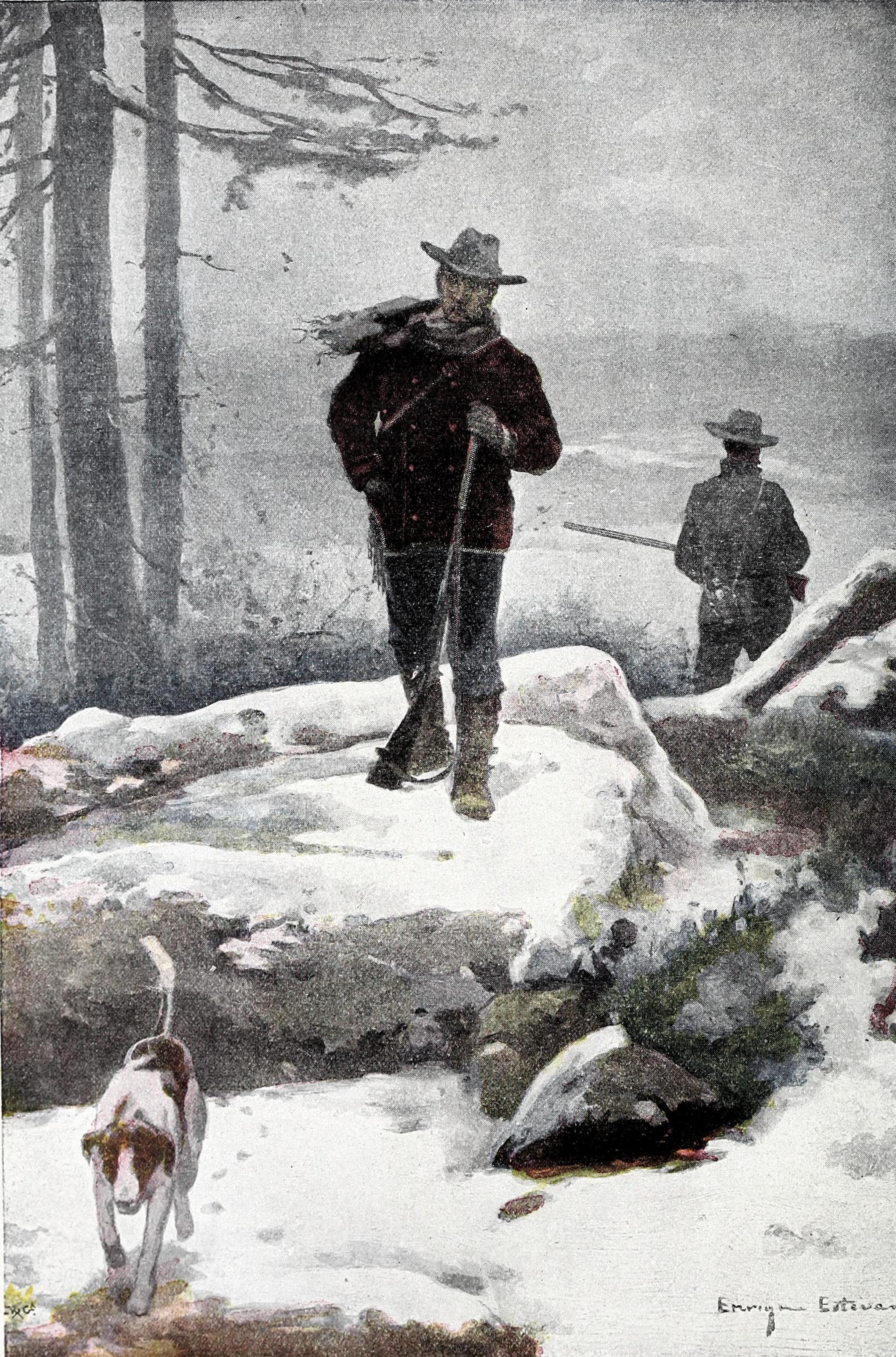
«Notas de caza, un alto en la sierra» (Blanco y Negro, 1900).

De esta modalidad, con más de 300 años de historia, existen dos variantes practicadas en España.
En la variante más conocida, practicada en casi toda la península, los cazadores (denominados monteros) se colocan en puestos rodeando una mancha (zona de monte más o menos espeso donde se refugian los animales) dispuestos en líneas (denominadas armadas) que rodean la mancha. Una vez instalados todos los cazadores una serie de rehalas se comienzan a mover ordenadamente por dicha mancha para lograr que los animales huyan, de forma que los cazadores puedan disparar sobre ellos.
En esta variante las distintas armadas en las que se colocan los puestos reciben las siguientes denominaciones en función de su posición:
- Cierre: es una línea de puestos que cierra la mancha para evitar la huida de las reses de la finca a cazar.
- Traviesa: es una línea de puestos que atraviesa el interior de la mancha con la intención de abatir las reses que se mueven en el interior de ésta.

Una vez situado el montero en su puesto (o postura), deberá permanecer en él hasta la finalización de la montería sin moverse de su posición. Es, por tanto, un método de caza estático donde el cazador espera a que los perros agrupados en rehalas conduzcan a los animales a la posición en la que se encuentra este para intentar abatirlos con su rifle o escopeta.
En la otra variante, más típica del norte de España, antes de colocar los puestos se buscan los encames con perros atraillados (principalmente sabuesos). Sabiendo la localización de los animales a cazar se colocan los puestos en función de sus escapatorias y querencias.
Durante la montería, además de a las normas de seguridad el cazador debe prestar atención a disparar únicamente sobre los animales sobre los que está permitido hacerlo y abatiendo únicamente el número autorizado, pudiendo existir distintas limitaciones en función de la especie, sexo, edad, etc.
Finalizada la montería, se realiza la denominada «junta de carnes», donde los porteadores situarán los animales abatidos durante la cacería para que los monteros puedan observar sus trofeos y los de los demás asistentes.

### Gancho o batida
Modalidad similar a la anterior, pero con limitaciones de puestos, perros y total de participantes. Cabe destacar que la organización de las posturas es diferente a la de una montería, ya que en una batida se colocan los puestos en una única línea para cortar la huida de las piezas a cazar.

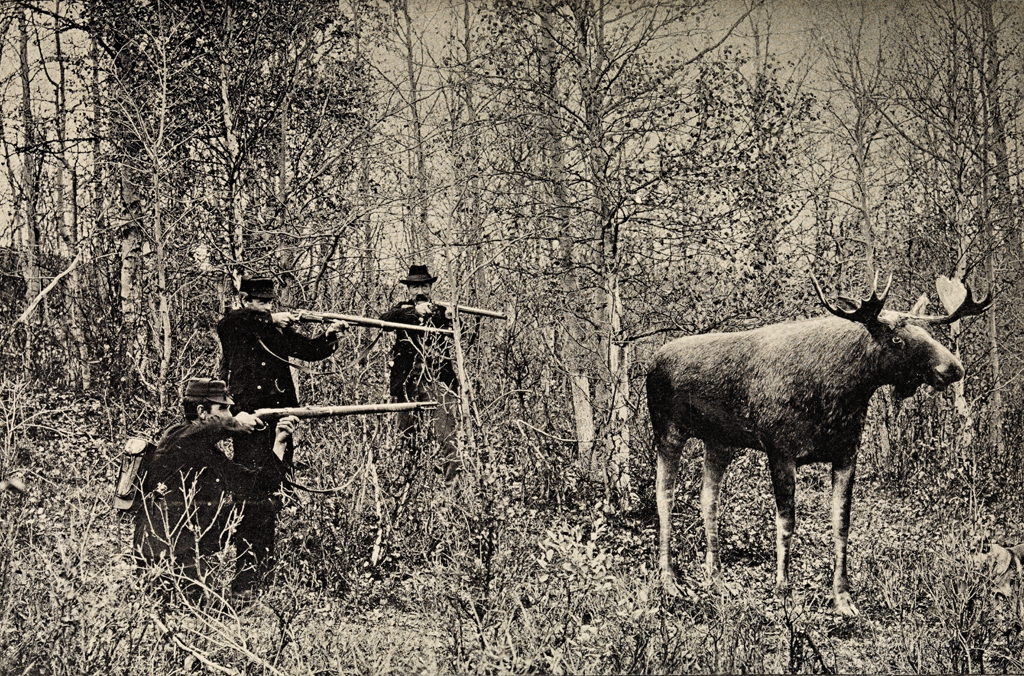
Caza del alce en Noruega, imagen de comienzos de siglo XX.

### Rececho
Consiste en la aproximación a un animal previamente seleccionado. Es la modalidad que más esfuerzo precisa del cazador, pues debe de conseguir llegar a una distancia óptima de disparo, sin que el animal perciba su presencia. La aproximación se realiza en el medio natural del animal, siendo comúnmente en cumbres, laderas escarpadas o montes cerrados. Esta modalidad se caracteriza por ser la más selectiva de todas, ya que desde el primer momento, el cazador sabe con certeza el animal al que va a dar caza, así como su sexo y su edad aproximada.

### Aguardo o espera
El cazador se sitúa en una posición próxima a un lugar asiduo de los animales (generalmente jabalíes, en bañas o zonas de comida). En el caso de que apareciesen, el cazador después de la observación de los animales, efectuará el disparo sobre el animal escogido.
Una de las variantes más practicada es la espera nocturna, en la que el cazador se ayuda o no, de una fuente luminosa artificial.

### Al salto
Un solo cazador, con o sin perros, busca el animal a cazar, bien en su encame o cerca de este, para terminar el lance con un disparo o después del agarre por parte de los perros con cuchillo o lanza.

### En mano
Similar a la anterior, pero más de un cazador. Aunque las definiciones de «al salto» y «en mano» difieren poco, en realidad la ejecución es muy diferente. En esta cacería se abaten más animales.

## Modalidades de caza menor
Las especies cinegéticas de caza menor difieren de un país a otro. En España se considera a los menores que el zorro y los principales en función de sus capturas son: conejo, perdiz, codorniz, liebre y paloma.

### Al salto o «A guerra galana»
Similar a la de caza mayor. Si se practica con perros también se llama «a rabo».

### En mano
Similar a la de caza mayor.

### Ojeo
Similar a la montería de mayor, pero con especies menores. Principalmente perdiz, aunque también se suele dar con liebre.

### Reclamo

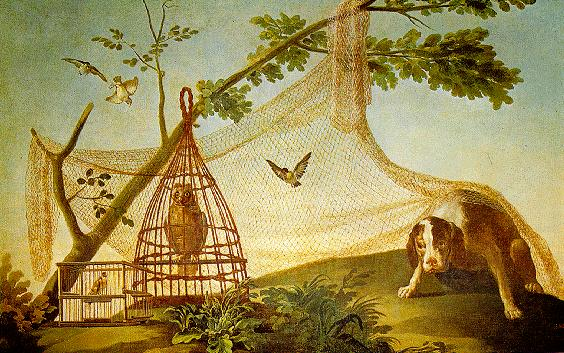
Caza con mochuelo y red.

Caza con la ayuda de una perdiz viva enjaulada puesta en el centro de un claro para atraer a sus congéneres, los cuales son atrapados por redes o generalmente disparados por el cazador escondido en un puesto.

### Al paso
Caza similar al «aguardo» o «espera» en mayor, salvo que aquí los cazadores principalmente esperan a los animales en el trayecto de sus dormideros a las zonas de comida, o sus pasos migratorios. Son cazados principalmente palomas y zorzales.

### Cetrería
Caza usando un ave de presa.

### Caza de liebre con galgo

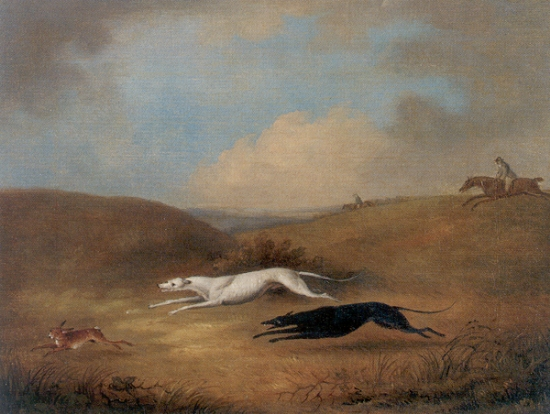
Pintura de la caza de la liebre con galgo.

Se trata de una modalidad en la que no se utilizan armas y en la que solo se utilizan perros de raza galgo. Por otra parte es similar a la caza «al salto» o «en mano» sobre terrenos llanos y limpios de vegetación arbórea o arbustiva.

### Caza de madriguera
Caza realizada sobre mamíferos de madriguera (zorros y conejos) utilizando perros terrier o hurones.

### Caza con perros de rastro
Es una modalidad en la cual los perros de caza de rastro persiguen a la especie cinegética mediante el olfato. En un principio se rastrean los rastros que el animal ha dejado antes de acostarse. A continuación se levanta al animal de la cama o refugio utilizado. Finalmente se le persigue. Esta modalidad es propia del norte de España utilizada para la caza del zorro y liebre en la caza menor, y jabalí y corzo en la caza mayor.

## Aspectos legales
Aunque la caza es legal, está regulada y se practica en la gran mayoría de los países del mundo, la presión de los grupos animalistas ha llevado a que esta práctica haya sido prohibida en algunos países, como es el caso de Kenia o Costa Rica, ya que desde el 10 de diciembre de 2012 la caza deportiva fue declarada ilegal por la Asamblea Legislativa de ese país, convirtiéndose en el primer país de Latinoamérica en prohibir tal actividad. En 2019 Colombia también prohíbe la caza deportiva, siendo así el segundo país en Latinoamérica en declararla ilegal.
Algunos países africanos mantuvieron la prohibición de caza mayor durante algún tiempo a raíz de la indignación internacional y la mala imagen de algunos países que la caza generaba al matar animales, como leones, jirafas o elefantes en los safaris, como ocurrió con la muerte del león Cecil[cita requerida] a manos del cazador estadounidense Walter Palmer, provocando la indignación de las autoridades de Zimbabue y del mundo, al cazarlo en un área donde la caza estaba prohibida. Esto trajo como consecuencia que se prohibiera durante algún tiempo la caza de leones en aquel país después de tal episodio, o el escándalo que provocó en 2012 el rey Juan Carlos I de España cuando en plena crisis económica fue invitado a un safari a cazar elefantes salvajes, generando una ola de críticas e indignación internacional[cita requerida]. A raíz de aquel escándalo, Botsuana prohibió la caza de elefantes durante algunos años. Aun así, en países como Kenia la comunidad científica ha abierto recientemente un debate recientemente para estudiar su autorización, después de comprobar que las poblaciones de fauna salvaje decrecieron un 70 % en comparación con otros países de su entorno.

## Medios

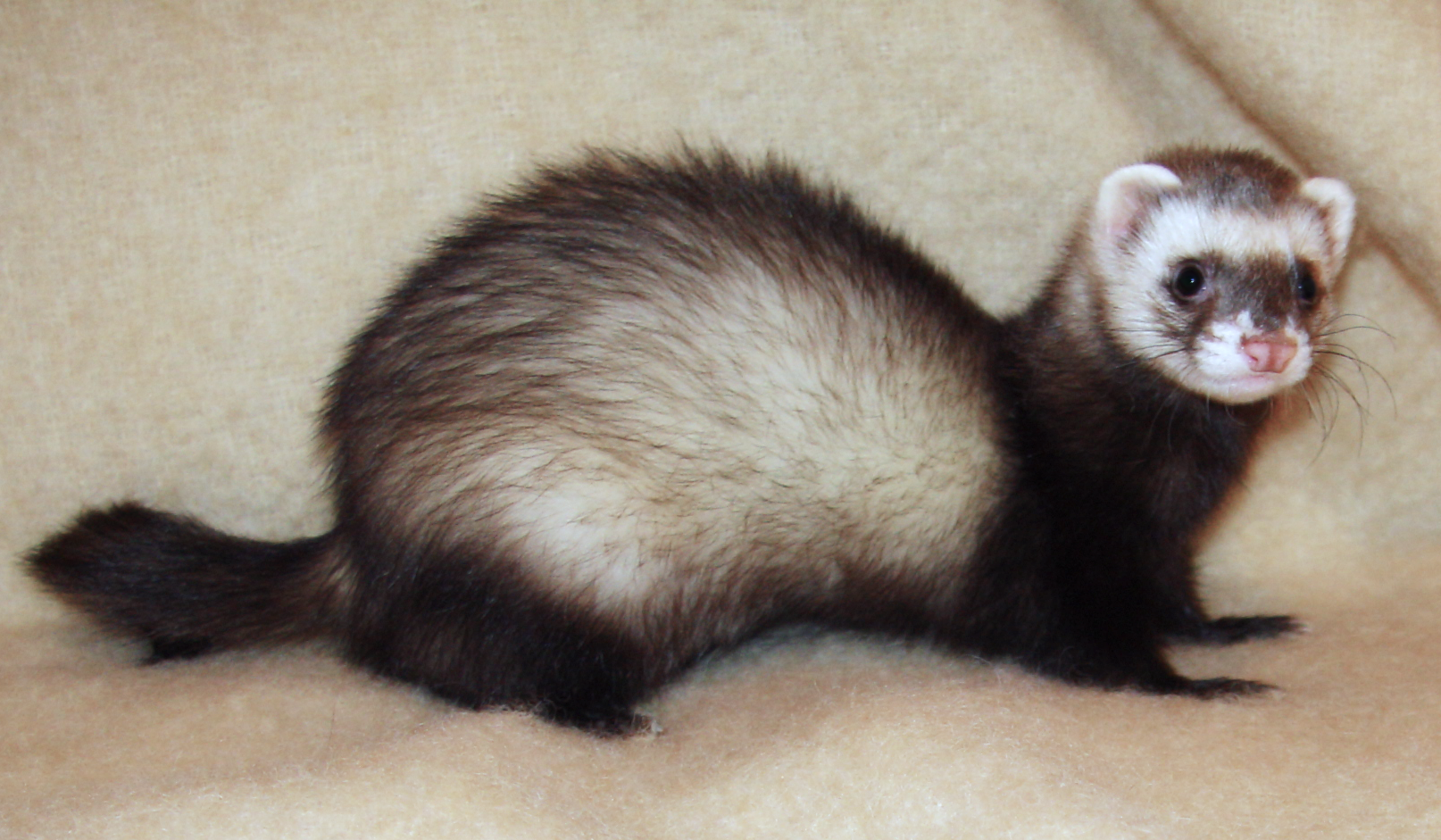
El hurón es utilizado en la caza del conejo en madrigueras.

Para el ejercicio de la caza, el humano se ha servido, y lo sigue haciendo, de otros animales: perros, hurón y aves rapaces (cetrería). El uso de perros es necesario prácticamente en todas las modalidades de caza, tanto menor como mayor, siendo habitual en la caza de animales como el conejo, o como ocurre en la caza de liebre con galgo, siendo este último el único medio que usa el hombre para capturar al animal.

## Su papel en la conservación de la naturaleza
Cada vez más la práctica de la caza es reconocida como un importante elemento de conservación de la naturaleza. Organizaciones como WWF han reconocido que la caza de trofeos —donde está científicamente entendida como una dinámica poblacional y está gestionada correctamente— ha demostrado que es una herramienta efectiva de conservación en algunos países y para algunas especies, incluidas especies en peligro. En la misma línea se pronunció en 2016 CITES, la Convención sobre el Comercio Internacional de Especies Amenazadas de Fauna y Flora Silvestres, que aseguró que la actividad cinegética «proporciona tanto oportunidades de sustento como incentivos para la conservación del hábitat para las pequeñas comunidades rurales y genera beneficios que pueden ser invertidos con fines conservacionistas». Tal y como explicaron recientemente a caza recreativa puede reducir el número de animales individuales en una población, mientras que, por otro lado, desviar la tierra del desarrollo agrícola o de otro tipo a áreas de caza puede beneficiar a ecosistemas enteros». Científicos de la Universidad de Helsinki, en Finlandia, y la Universidad Flinders, en Australia, han sido los últimos en sumarse a esta corriente. En un reciente artículo científico han tratado de elaborar un resumen de lo que supone la caza deportiva a nivel mundial y han destacado que «la caza recreativa puede desviar la tierra del desarrollo agrícola beneficiando a ecosistemas enteros».

## Referencias

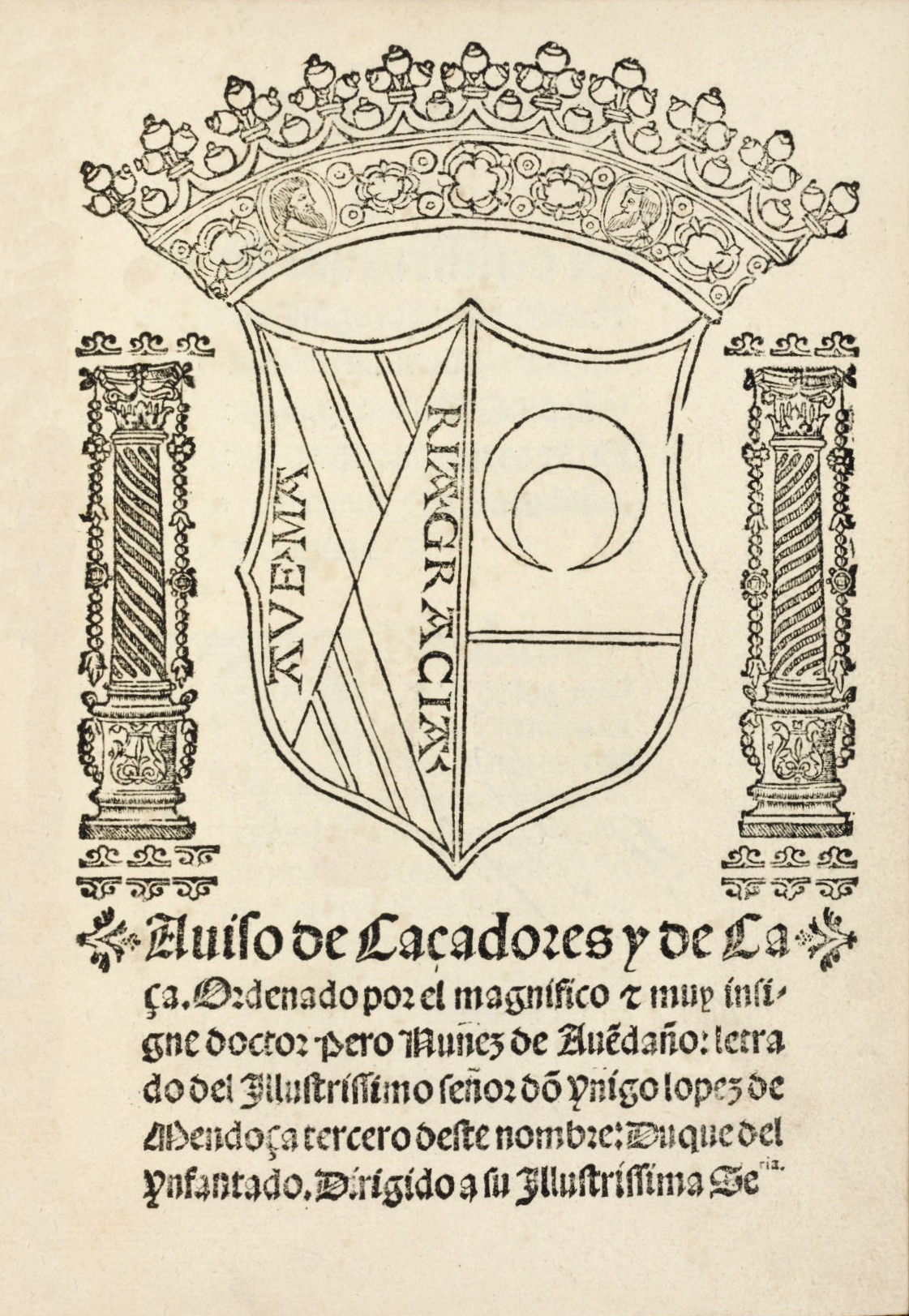
Primer libro publicado en español sobre la caza (Pedro Núñez de Avendaño, 1543).